# Virginal

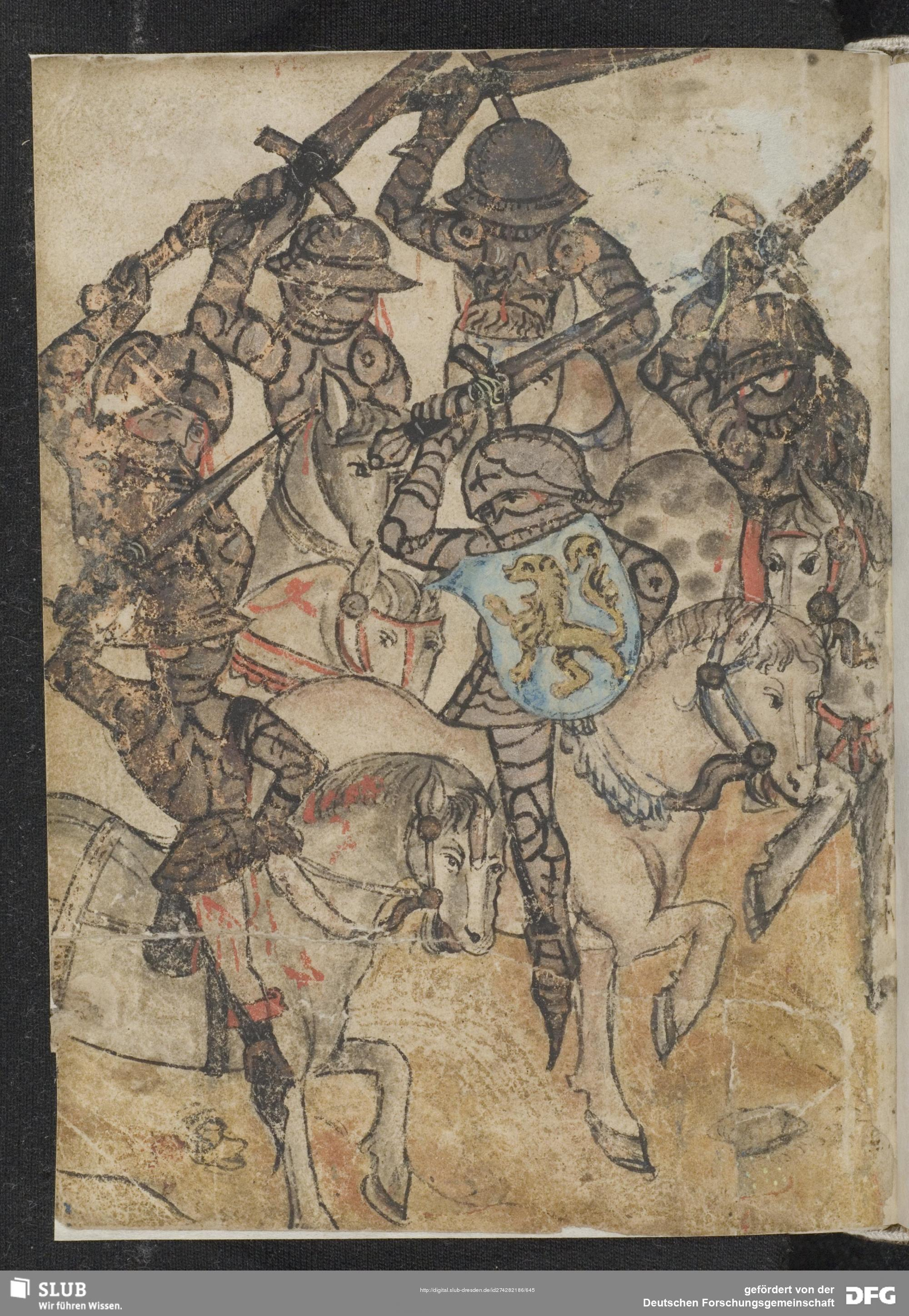
Dietrich combatte contro sei nemici. Miniatura del titolo del Virginal nel Dresdner Heldenbuch. SLUB Mscr. Dresd. M. 201 fol. 313v.

Virginal, noto anche come Dietrichs erste Ausfahrt ("La prima impresa di Teodorico"), o Dietrich und seine Gesellen ("Teodorico e i suoi compagni") è un anonimo poema in medio alto-tedesco sul leggendario eroe Teodorico di Verona, la controparte fantastica dello storico re ostrogoto Teodorico il Grande. Appartiene al ciclo di poemi detti "del Teodorico fantastico" (aventiurehaft), così chiamati perché assomigliano più a romanzi cortesi che a poemi epici. L'opera fu composta al più tardi nel 1300, ma potrebbe addirittura avere origine nella prima metà del XIII secolo.
Esistono tre versioni principali del Virginal. Il poema racconta l'avventura dell'ancora giovane ed inesperto Teodorico, in viaggio verso il Tirolo per salvare la regina degli elfi Virginal da un esercito di pagani. Dopo averli sconfitti, Teodorico vive una serie di altre avventure mentre cerca di raggiungere la corte di Virginal, tra le quali, a seconda della versione, la propria cattura da parte dei giganti ed il salvataggio dell'eroe Rentwin dalla bocca di un drago. Quando finalmente raggiunge la corte di Virginal, in due delle tre versioni, Teodorico sposa la regina.

## Trama

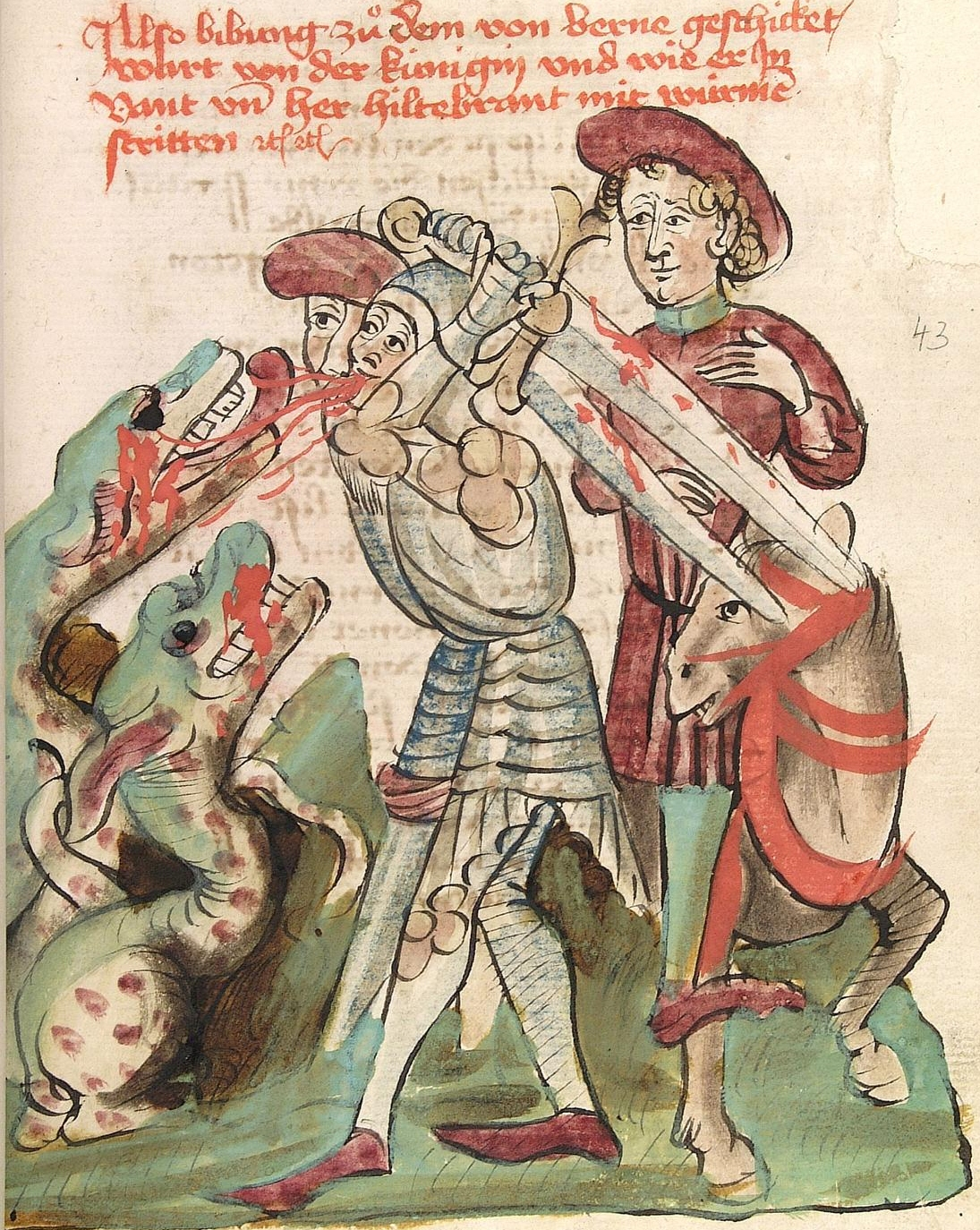
Teodorico di Verona e Ildebrando combattono contro i draghi. UBH Cod. Pal.germ. 324 Virginal, fol. 43r.

Ci sono tre versioni complete del Virginal: quella di Heidelberg, di Vienna e di Dresda. Segue un riepilogo di ogni versione.
Versione di Heidelberg (V10): Il giovane Teodorico (Dietrich) non sa ancora cosa significhi partire per un'avventura (in medio alto-tedesco "âventiure"), quindi il suo amico e mastro d'armi Ildebrando lo conduce sulle boscose montagne del Tirolo per combattere contro il pagano Orkise, che ha invaso il regno della regina Virginal ed esige in tributo una giovane vergine da poter mangiare. Ildebrando si imbatte in una ragazza che sta per essere sacrificata a Orkise e uccide un gruppo di pagani che sono venuti a prenderla. Torna quindi da Teodorico, solo per scoprire che questi è sotto attacco: con l'aiuto di Ildebrando, Teodorico sconfigge i pagani. La ragazza invita Teodorico ed Ildebrando al palazzo di Virginal a Jeraspunt, dove si sarebbe diretta lei stessa in qualità di araldo per annunciare l'arrivo degli eroi. La regina, saputo dell'imminente arrivo dei due cavalieri, invia il nano Bibung come messaggero da Teodorico e Ildebrando, ma quando quest'ultimo li incontra, essi stanno combattendo contro un gruppo di draghi. Ildebrando salva un cavaliere intrappolato per metà nelle fauci di un drago. Questi si chiama Rentwin, figlio di Helferich von Lune, e quindi pronipote dello stesso Ildebrando. Liberato dalla morsa del drago, Rentwin invita i suoi salvatori presso il castello di suo padre ad Arona, presso il quale si reca anche Bibung, portando con sé l'invito di Virginal. Quando gli eroi partono alla volta del palazzo di Virginal, Teodorico cavalca da solo in avanscoperta e finisce per perdere la via, giungendo al castello di Muter, dove il gigante Wicram e i suoi compagni lo sopraffanno e lo prendeno prigioniero per conto del loro padrone, Nitger. Nel frattempo, gli altri eroi arrivano a Jeraspunt e notano che il compagno è scomparso. A Muter, la sorella di Nitger, Ibelin, si prende cura di Teodorico e con il suo aiuto questi è in grado di inviare un messaggio ai suoi compagni, in cui spiega loro la sua situazione. Ildebrando e Helferich decidono dunque di radunare un gruppo di guerrieri per andare a liberare il giovane, chiedendo aiuto il re Imian d'Ungheria, nonché ai cavalieri di Teodorico Witege, Heime, Biterolf e Dietleib. Gli eroi cavalcano su Muter e organizzano il combattimento contro Nitger e i suoi giganti. Sono indetti ben undici duelli, e perfino a Teodorico è concesso da Nitger di combattere. Alla fine delle sfide, tutti i giganti sono morti. Gli eroi tornano a Jeraspunt, dove uccidono altri draghi ed altri giganti e, infine, viene celebrata un'enorme festa al palazzo di Virginal. Tuttavia, Teodorico riceve la notizia che Verona, la sua città, è sotto la minaccia di un assedio, quindi è costretto a partire di fretta per tornare a casa ad affrontare nuove sfide.
Versione di Dresda (V11): La versione di Dresda è stata radicalmente ridotta in lunghezza dall'autore del Dresdner Heldenbuch. Questa versione omette completamente l'episodio della prigionia di Teodorico a Muter. Durante il soggiorno di Teodorico ad Arona vengono narrate ulteriori avventure: egli viene sfidato dal principe Libertin di Palermo, che viene sconfitto e diventa suo amico. Mentre si dirigono a Jeraspunt, Ildebrando, Helferich, Rentwin e Libertin vengono invitati al castello di Orteneck dal pagano Janapas, figlio di Orkise, il quale tende loro un'imboscata, costringendo gli eroi a combattere contro giganti e leoni. Grazie alla loro vittoria, vengono liberate tre fanciulle che i giganti avevano sottratto alla corte di Virginal. Nel frattempo, Teodorico combatte un feroce cinghiale e poi un gigante, che si lamenta per il fatto che questi stesse cacciando nella sua terra. Il cavaliere sconfigge il gigante proprio nel momento in cui i suoi compagni lo raggiungono, e lo fa prigioniero. Gli eroi finalmente arrivano a Jeraspunt, dove Teodorico sposa Virginal. Per due notti non riesce a consumare la sua unione, mentre Ildebrando si nasconde sotto il letto e dà consigli al giovane guerriero. La terza notte, infine, ha successo.
Versione di Vienna (V12): Una versione molto più lunga degli eventi è contenuta anche nella versione di Dresda, ma senza il dettaglio sulla difficoltà di Teodorico di consumare il matrimonio. Questa versione riporta anche l'episodio di Muter.

## Trasmissione, versioni e datazione
Il Virginal deve essere stata composto al più tardi prima del 1300, sulla base della datazione dei frammenti più antichi. Poiché questi provengono dall'area svevo-alemannica, infatti, si pensa che l'opera sia stata scritta lì. Come quasi tutti i poemi epici tedeschi, il Virginal è anonimo.
I tre manoscritti completi, ovvero quello di Heidelberg V10, di Dresda V11 e di Vienna V12, contengono ciascuno una versione indipendente del poema. La maggior parte dei frammenti presentano forti somiglianze con la versione di Heidelberg, ma a causa dell'estrema variabilità del "ciclo di Teodorico fantastico", ogni singolo manoscritto può essere considerato una versione altrettanto valida.
Il Virginal ha le seguenti attestazioni manoscritte:
- V1 (U): University College London, Ms. Frag. Germ. 2. Frammento di manoscritto su pergamena, prima metà del XIV secolo. Dialetto alemmanno.
- V2 (D): Badische Landesbibliothek Karlsruhe, Cod. Donaueschingen 91. Frammento di un manoscritto su pergamena, prima metà del XIV secolo. Dialetto alemanno.
- V3 (B): già Archivio dell'Evangelico-Luterano Dekanat Ansbach. Prima metà del XIV secolo, dialetto renano-francone. Heldenbuch più antico frammentario. Perduto.
- V4 (M): Kathedral-Pfarramt St. Stephanus a Grevenbroich (-Elsen). Frammento di un manoscritto cartaceo, inizio XIV secolo, dialetto renano-francone o alemanno.
- V5 (n): Germanisches Nationalmuseum Nürnberg, Hs. 80. Frammento di un manoscritto cartaceo, 1355-1357 circa, dialetto svevo. Contiene l'unico frammento superstite del Goldemar, il Virginal, varie ricette mediche e un glossario di nomi di piante.
- V6 (L): Universitätsbibliothek Leipzig, Rep. II fol. 70a. Frammento di un manoscritto su pergamena, metà del XIV secolo, probabilmente dalla regione del Medio Reno. Conosciuta come la "Niederrheinische Liederhandschrift": una raccolta di testi, comprese parti del Virginal.
- V7 : (E): Kongelige Bibliotek Kopenhagen, Fragmenter 18 I; e Hessisches Staatsarchiv Marburg, Bestand 147 Hr 1 Nr. 6; e Klosterbibliothek Erbstorf, VI 8a. Pergamena, XV secolo, dialetto bavarese. Frammento di un manoscritto contenente vari testi letterari, tra cui il Rosengarten zu Worms e Virginal.
- V8 : Bibliothek der Abtei Metten, Fragm. Cart. I. Frammento di un manoscritto cartaceo, intorno al 1400, dialetto renano-francone.
- V9 (s/f): Württembergische Landesbibliothek Stuttgart, HB VII 37 e Cod. Fragm. 63; e Universitätsbibliothek Freiburg im Breisgau, Hs. 531. Frammento di manoscritto cartaceo, prima metà del XV secolo, dialetto svevo.
- V10 (h): Universitätsbibliothek Heidelberg, Cpg. 324. carta, intorno al 1440, dalla bottega di manoscritti di Diebolt Lauber a Hagenau.
- V11 (d): Il Dresdner Heldenbuch. Sächsische Landesbibliothek Dresden, Msc. M 201. Carta, 1472, da Norimberga(?).
- V12 (w): Linhart Scheubel's Heldenbuch: Österreichische Nationalbibliothek Wienna, Cod. 15478. Carta, 1480-1490 circa, da Norimberga.
- V13 : Staats- und Stadtbibliothek Augsburg, Fragm. germ. 33. Frammento di manoscritto su pergamena, prima metà del XIV secolo, dialetto bavarese.

## Interpretazione
Gli studiosi antichi credevano che il Virginal fosse composto da tre parti originariamente separate: la lotta di Teodorico contro Orkise, il suo salvataggio di Rentwin e la sua prigionia a Muter. Notevoli sforzi furono spesi cercando di discernere quando queste tre storie vennero fuse tra loro in un unico poema, con la lotta contro Orkise che generalmente si supponeva fosse stata scritta per prima, e con gli episodi di Rentwin e Muter aggiunti in seguito sulla base di storie tramandate oralmente. Joachim Heinzle respinge questi tentativi di differenziare e separare nel tempo le sezioni del poema, definendoli un compito impossibile.
Più recenti studi si sono concentrati sulla rappresentazione di come Teodorico, nel Virginal, impari il significato di "avventura": Victor Millet nota che i vari episodi introducono Teodorico a quasi tutti i possibili tipi di combattimento. La caratterizzazione del protagonista come ancora inesperto e giovane fa del poema una sorta di esercizio pedagogico. La discussione sull'avventura (âventiure in medio alto-tedesco) è, inoltre, una discussione metaletteraria, con le avventure di Teodorico, narrate nella storia, ispirate dalla sua incapacità di vivere avventure narrative. La versione di Heidelberg pone l'accento su questo tema riempiendo il poema di lettere e declamazioni che raccontano elementi della storia a personaggi assenti al momento degli eventi.
Il poema mostra anche la continua resistenza di Teodorico al servizio amoroso cortese e alla cavalleria al servizio delle dame, temi che si possono ritrovare anche nel frammento del Goldemar e nell'Eckenlied. Mentre le versioni di Vienna e Dresda terminano con Teodorico che sposa Virginal, nella versione di Heidelberg egli resiste con successo all'aspettativa narrativa secondo la quale avrebbe dovuto sposare Virginal dopo averla salvata. Il poema enfatizza piuttosto l'amicizia e la fratellanza degli eroici guerrieri, in particolare quella tra Teodorico e Ildebrando, mentre gli eroi uniscono le forze per sconfiggere avversari come Orkise o i giganti di Muter. La sconfitta di pagani e giganti, inoltre, sembra essere mostrata come un dovere per Teodorico, in qualità di sovrano.
La versione di Heidelberg mostra anche una certa tendenza al realismo, in particolar modo quando Teodorico è costretto a lasciare bruscamente Virginal per salvare il proprio regno da una minaccia senza nome. Viene così fatto uscire dal mondo delle avventure fantastiche, per essere ricondotto in un mondo di preoccupazioni reali come la guerra.

## Forma metrica
Come la maggior parte di poemi epici tedeschi, il Virginal è scritto in strofe. La poesia è composta da strofe in una forma nota come "Berner Ton", che consiste di 13 versi nel seguente schema metrico: aabccbdedefxf. Condivide questa forma metrica con le poesie Goldemar, Sigenot e Eckenlied. Melodie della prima era moderna per il "Berner Ton" sono sopravvissute, indicando che esso doveva essere cantato. La seguente strofa, tratta dall'Eckenlied può essere considerata un esempio tipico:
Ez sâzen helde in eime sal, a (quattro piedi)
sî retten wunder âne zal a (quattro piedi)
von ûz erwelten recken. b (tre piedi)
der eine was sich her Vâsolt c (quattro piedi)
(dem wâren schoene vrouwen holt), c (quattro piedi)
daz ander era il suo Ecke, b (tre piedi)
daz dritte der wild Ebenrôt. d (quattro piedi)
sî retten al gelîche e (tre piedi)
daz nieman küener waer ze nôt, d (quattro piedi)
den von Berne her Dieterîche: e (tre piedi)
der waer ein helt übr alliu lant. f (quattro piedi)
sô waer mit listen küene x (tre piedi)
der alte Hiltebrant. f (tre piedi)

## Relazione con la tradizione orale

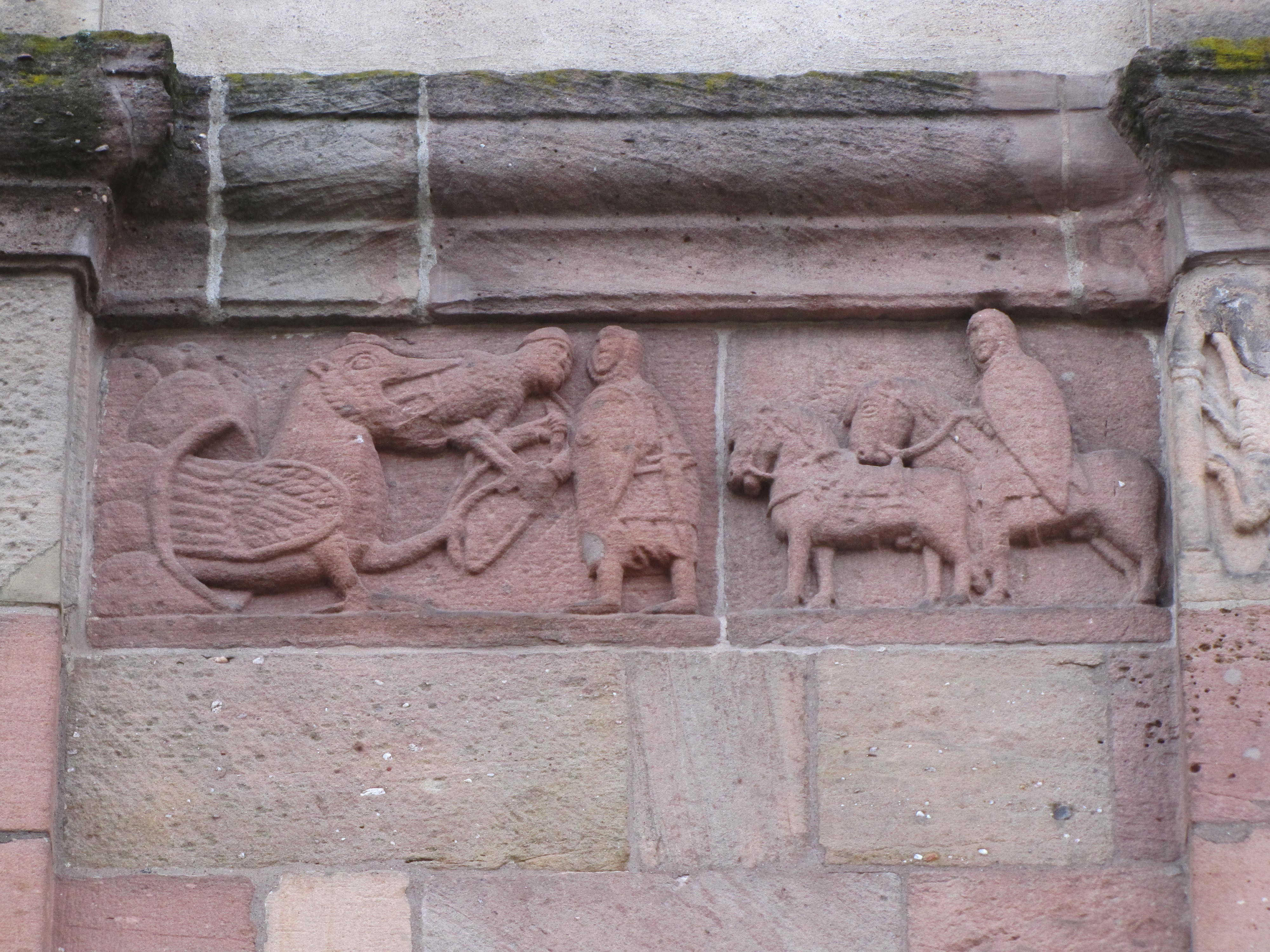
Scultura esterna di Église Saints-Pierre-et-Paul dite Sainte-Richarde ad Andlau, in Alsazia, ispirata alla scena di Hildebrand che salva Rentwin, come riportata nel Virginal.

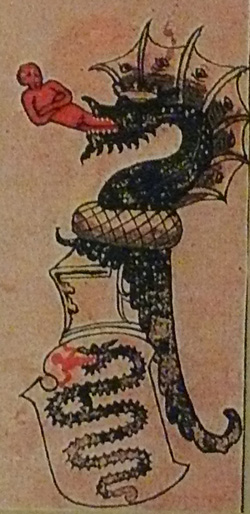
Stemma dei Visconti di Milano raffigurante il biscione, un serpente che ingoia per metà un essere umano.

La prigionia di Teodorico tra i giganti è una parte estremamente antica della tradizione orale, essendo menzionata nel Waldere, poema in antico inglese, dove è Witege a salvarlo. Anche nel Virginal Witege è coinvolto nel salvataggio, sebbene in questo caso egli non svolga un ruolo di particolare rilevanza. Un'altra versione della cattura di Teodorico da parte dei giganti si trova nel Sigenot. Il gigante Wicram, nel catturare Teodorico, fa riferimento al fatto che questi aveva ucciso i suoi familiari in Britanje: questo potrebbe essere un riferimento alle avventure di Teodorico a Bertangenland, raccontate nella Thidrekssaga, ma sembrerebbe contraddire l'affermazione fatta all'inizio del Virginal, in cui si sostiene che questa è la prima delle sue avventure.
La storia che collega Teodorico al salvataggio di un uomo inghiottito per metà da una serpe o da un drago sembra essere parte di una diffusa tradizione orale che lo circonda. Questa immagine compare per la prima volta in un fregio su una facciata esterna dell'abbazia alsaziana di Andlau (datata 1130/40 circa) e sul capitello di una colonna nella cattedrale di Basilea (realizzato dopo il 1185): potrebbe trattarsi di raffigurazioni di tale vicenda, ma potrebbero anche essere rappresentazioni generali del bene che sconfigge il male. Lienert, ad esempio, considera queste raffigurazioni scultoree come non inerenti alle leggende di Teodorico. Un'altra versione della stessa vicenda si trova anche nella Thidrekssaga ma, in tale sede, Teodorico e Fasolt si imbattono nel cavaliere Sintram, nipote di Ilderbando, imprigionato nella bocca di un drago, che viene salvato utilizzando una spada che era anch'essa conficcata nella bocca del drago. Sintram compare come il nome di un uomo inghiottito da un drago anche nella Cronaca Bernese di Konrad Justinger, scritta nel XV secolo, che però trasferisce l'azione a Berna, in Svizzera e non fa il minimo accenno a Teodorico. Non è quindi chiaro se la vicenda, in origine proveniente da una storia indipendente, sia stata collegata al personaggio di Teodorico o se la versione svizzera avesse perso il legame originale con il personaggio.
Nel Virginal la presenza di questa storia può essere collegata allo stemma della famiglia nobile dei Visconti, il biscione, che raffigura un drago che tiene tra le fauci un uomo. I Visconti erano in possesso del castello di Arona all'epoca della composizione del Virginal, lo stesso luogo dove, nel poema, risiedono Rentwin e suo padre Helferich. Tuttavia, questo stemma è attestato per i Visconti solo a partire dal XIV secolo. Heinzle respinge i tentativi di collegare l'immagine a storie simili su Sindbad il marinaio.
Gli studiosi del XIX secolo hanno tentato di collegare il personaggio di Orkise con Ork, un demone tipico del folklore del Tirolo e dell'Italia settentrionale. Joachim Heinzle rifiuta fermamente tali speculazioni, preferendo invece far notare l'uso, nel Virginal, del tema dell'uomo che caccia la donna, elemento che può essere ritrovato anche in altri poemi su Teodorico, come il Wunderer o l'Eckenlied, così come in alcune leggende su Teodorico stesso.
Sebbene il nome della regina Virginal assomigli molto alla parola romanza "vergine", in realtà tale denominazione potrebbe essere collegata al termine gotico fairguni, che significa "montagna", simile all'anglosassone firgen, che significa "selva montana".
Una peculiarità unica nel poema è che il re degli ungheresi, che la tradizione medievale associava agli Unni, si chiama Imian, e non Attila. Questo potrebbe essere stato un tentativo dell'anonimo autore di risparmiare il poema dalle critiche secondo cui Etzel (Attila) e Teodorico (Teodorico il Grande) non erano contemporanei.

## Edizioni
- Lienert (a cura di), Virginal. Goldemar, Berlin and Boston, de Gruyter, 2017, ISBN 9783110476781. (All versions)
- Kofler (a cura di), Virginal (Hs. V11), in Das Dresdener Heldenbuch und die Bruchstrücke des Berlin-Wolfenbütteler Heldenbuchs: Edition und Digitalfaksimile, Stuttgart, Hirzel, 2006,  pp. 360-392, ISBN 9783777614359. (The Dresden Virginal)
- von der Hagen (a cura di), Dietrich und seine Gesellen, in Der Helden Buch in der Ursprache herausgegeben, vol. 2, Berlin, Reimer, 1825,  pp. 143-159. (The Dresden Virginal)
- Stark (a cura di), Dietrichs erste Ausfahrt, Stuttgart, Literarischer Verein zu Stuttgart, 1860.
«dietrichs erste ausfahrt.» (The Vienna Virginal)
- Zupitza (a cura di), Virginal, in Das Heldenbuch, fünfter Teil: Dietrichs Abenteuer von Albrecht von Kemenaten nebst den Bruchstücken von Dietrich und Wenezlan, Berlin, Weidmann, 1870,  pp. 1-200. (The Heidelberg Virginal)